# Povest o dobrih ljudeh (film)
Povest o dobrih ljudeh je slovenski dramski film iz leta 1975 v režiji Franceta Štiglica, posnet po istoimenski povesti Miška Kranjca. Vrnitev ubežnika pred policijo k starim staršem zmoti mirno življenje v prekmurski vasi. 

## Igralci
- Majda Grbac kot Marta
- Olga Kacjan kot Katica
- Elvira Kralj kot Ana
- Sandi Krošl kot Ivan Kovač
- Karel Pogorelec kot Jožef
- Bata Živojinović kot Peter Košterca